# Mistrzostwa Oceanii w pływaniu
Mistrzostwa Oceanii w pływaniu – zawody pływackie, organizowane co dwa lata przez Federację Pływacką Oceanii.

## Historia mistrzostw
| Nr   | Rok  | Gospodarz    |
| ---- | ---- | ------------ |
| I    | 1993 | Nouméa       |
| II   | 1997 | Brisbane     |
| III  | 2000 | Christchurch |
| IV   | 2002 | Nouméa       |
| V    | 2004 | Suva         |
| VI   | 2006 | Cairns       |
| VII  | 2008 | Christchurch |
| VIII | 2010 | Apia         |
| IX   | 2012 | Nouméa       |